# Brian Berry
Pour les articles homonymes, voir Berry (homonymie).
Brian Berry, né le 16 février 1934 et mort le 2 janvier 2025 à Dodd City, est un géographe anglo-américain  et professeur à l'Université du Texas à Dallas depuis 1986. Il est depuis le début des années 1960 un des spécialistes les plus reconnus au niveau mondial en géographie urbaine, en géographie des localisations et en aménagement régional.

## Biographie

### Formation et carrière
Brian J. L. Berry est diplômé de l'University College de Londres en 1955. Il poursuit ses études à l'université de Washington où il obtient un master en 1956, et un doctorat en 1958, spécialiste de la révolution quantitative en géographie.
- À l'issue de son doctorat, Brian Berry est nommé professeur à l'université de Chicago, poste qu'il occupe jusqu'en 1976. De 1976 à 1981 il enseigne à l'université Harvard. Il est ensuite doyen de la Heinz Scool of Public Policy à la Carnegie-Mellon University de 1981 à 1986, puis il rejoint, l'université de Dallas en 1986.

Il participe par ses recherches en géographie urbaine et régionale, au renouveau scientifique de la discipline géographie. Il reste pendant 25 ans, un des géographes les plus côtés et cités.

### Publications & autres distinctions
- Berry est l'auteur de plus de 500 ouvrages et articles. Il écrit notamment sur les localisations d'activités et l'aménagement urbain et régional dans les pays développés. L'ouvrage le plus connu en France est "Géographie des marchés et du commerce de détail" dans lequel pour la première fois, un géographe applique des logiques christallériennes (cf. Walter Christaller) à l'échelle infra-urbaine.
- Il est nommé à la National Academy of Sciences en 1975,
- Il est membre de la British Academy, de l'American Academy of Arts and Sciences et de l'University College de Londres.
- 1988 : médaille Victoria de la Royal Geographical Society.
- 1999 : membre du Council of the National Academy of Sciences et en 2004, il est un des membres fondateurs de l'académie de médecine, d'ingénierie et de science du Texas (TAMEST).
- 2005 :  prix Vautrin-Lud, considéré comme le prix Nobel de la géographie, lors du festival international de géographie, de Saint-Dié-des-Vosges.